# 29e brigade d'infanterie (Royaume-Uni)
La 29e brigade d'infanterie (anglais : 29th Infantry Brigade) est une brigade de l'Armée de terre britannique durant la Première Guerre mondiale, la Seconde Guerre mondiale et la guerre de Corée.